# Мелес
Мелес, Мірс — напівлегендарний цар Лідії з династії Гераклідів, що правив у 729 р. до н. е. — 717 р. до н. е., батько Кандавла.
Звів мури навколо цитаделі Сард.